# Гута (Шидловецький повіт)
Гута (пол. Huta) — село в Польщі, у гміні Хлевіська Шидловецького повіту Мазовецького воєводства.
Населення — 148 осіб (2011).
У 1975-1998 роках село належало до Радомського воєводства.

## Демографія
Демографічна структура станом на 31 березня 2011 року:
|          | Загалом | Допрацездатний вік | Працездатний вік | Постпрацездатний вік |
| -------- | ------- | ------------------ | ---------------- | -------------------- |
| Чоловіки | 67      | 11                 | 43               | 13                   |
| Жінки    | 81      | 15                 | 40               | 26                   |
| Разом    | 148     | 26                 | 83               | 39                   |